# Bondo (gruppo etnico)
I bondo o bonda sono un gruppo etnico e linguistico di origine austroasiatica che vive sulle colline isolate del distretto del Malkangiri, nel sud-ovest dello Stato di Orissa, in India.

## Storia
I bondo adottano una società matriarcale e praticano il baratto; sono generalmente semi-vestiti e le donne portano al collo gioielli d'argento.
Il governo dell'Orissa ha istituito, nel 1977 la Bonda Development Agency (BDA).

## Galleria d'immagini

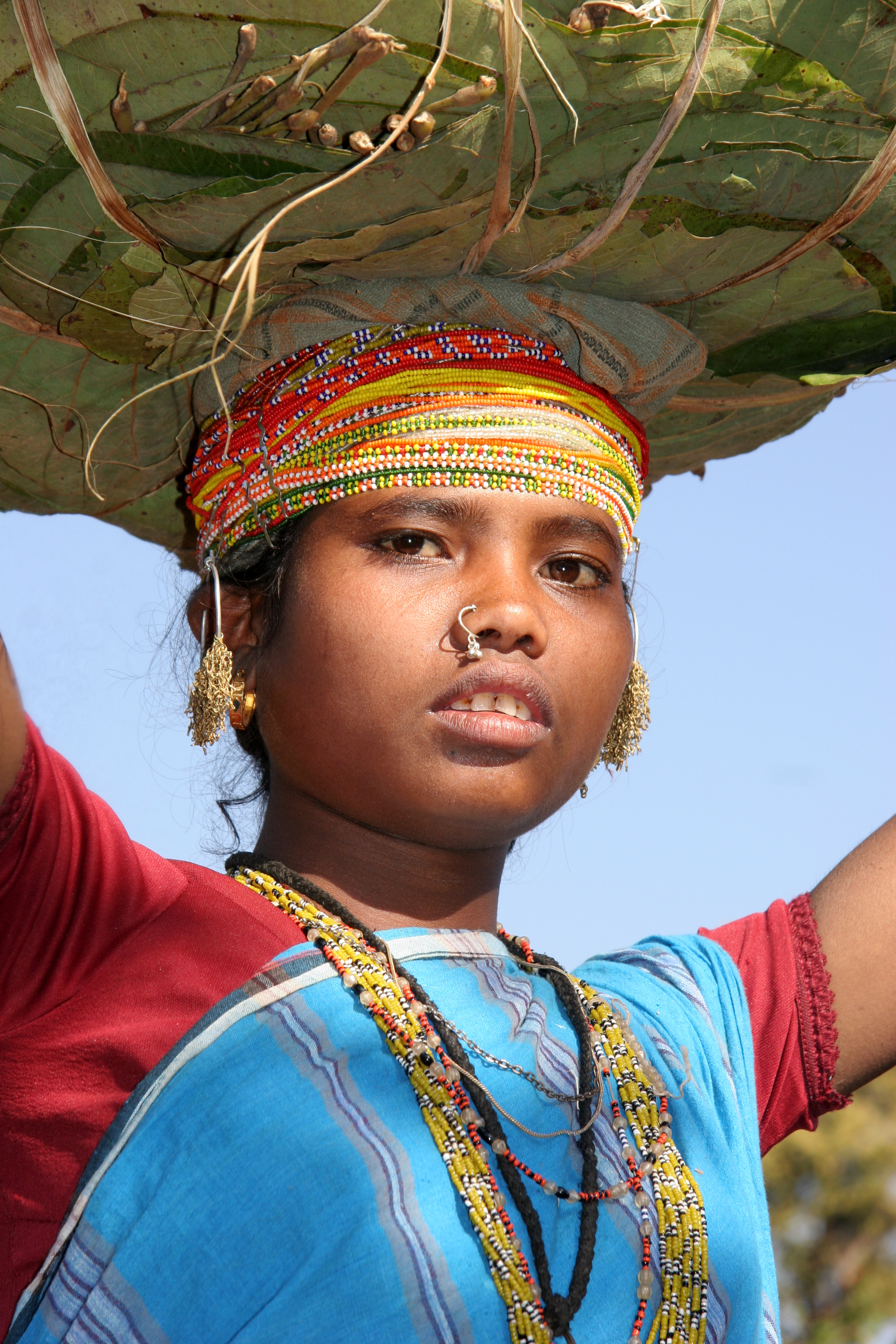
Ragazza bondo
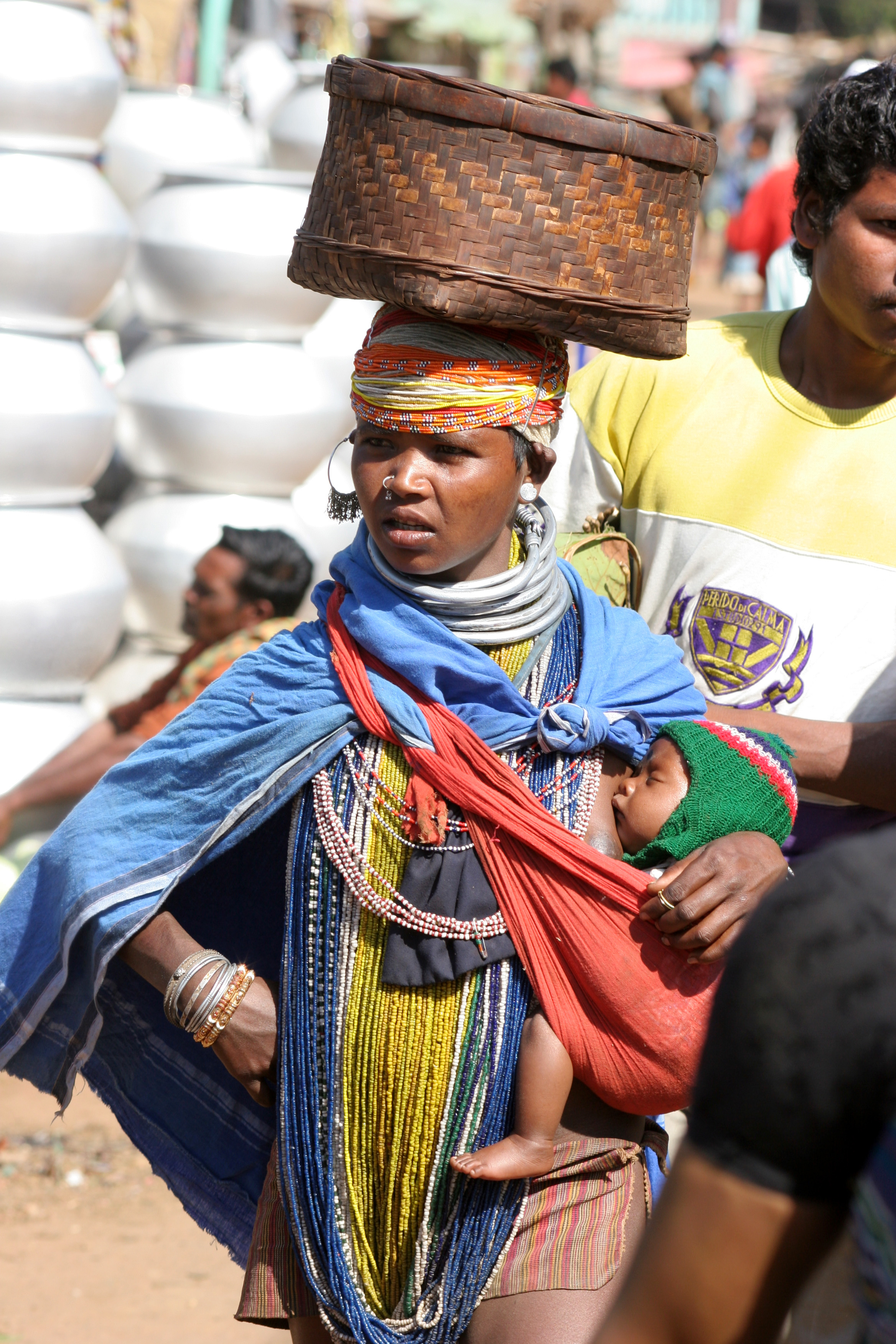
Ragazza bondo mentre va al mercato
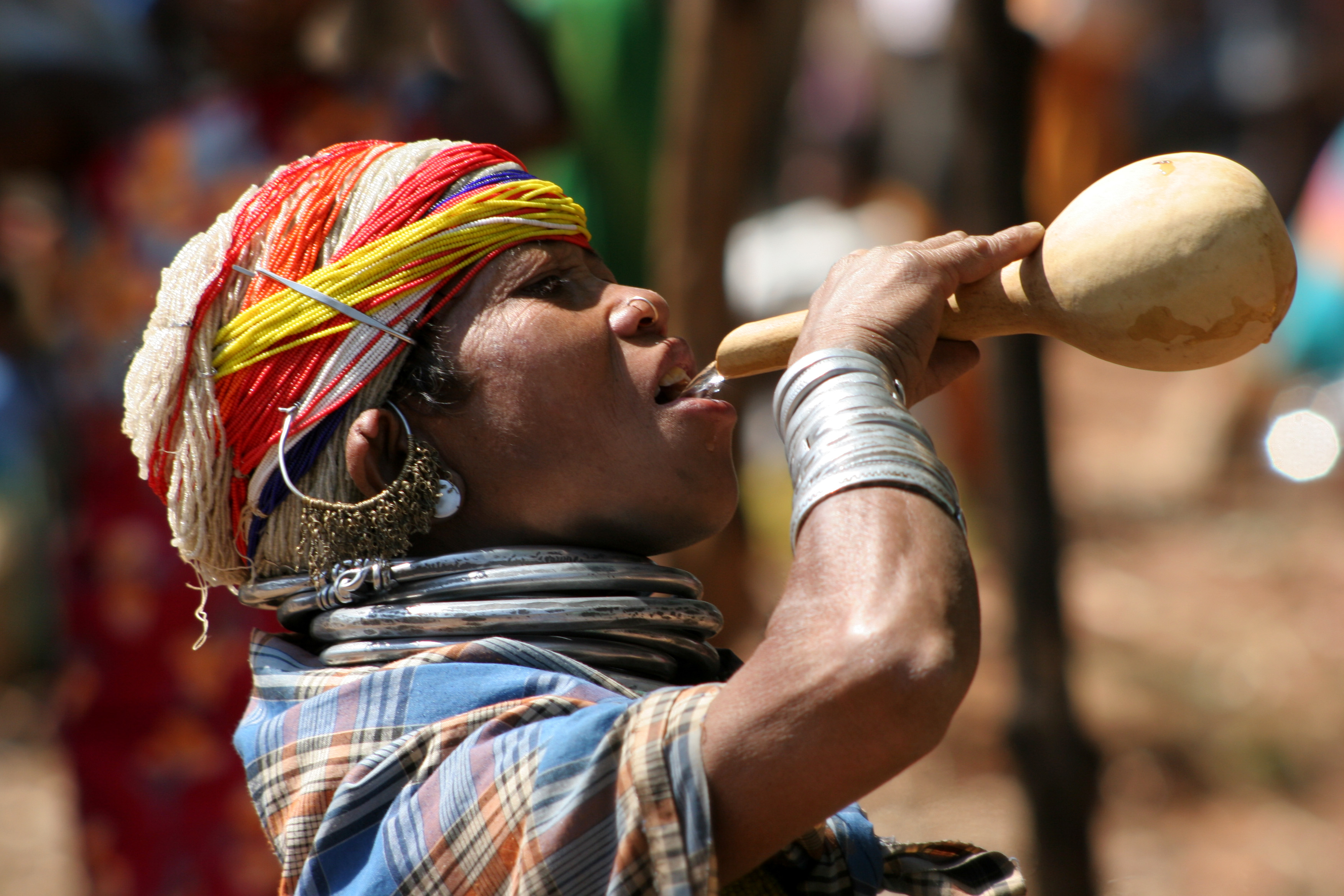
Anziana bondo mentre sorseggia vino di riso